# Pekan
Pekan (en malayo: Pekan) es una localidad de Malasia, en el estado de Pahang.
Se encuentra a una altitud de 10 m sobre el nivel del mar. 

## Demografía
Según estimación 2010 contaba con 33089 habitantes.